# Droits LGBT sous le communisme
 (janvier 2021).
Les droits des LGBT sous le communisme ont évolué de manière radicale au cours de l'histoire. Au XXe siècle, les États et les partis marxistes ont adopté des principes divergents en matière de droits des LGBT, certains faisant partie des premiers partis politiques à avoir soutenu les droits des LGBT, tandis que d'autres ont adopté une politique inverse.

## Histoire
Les dirigeants et les intellectuels communistes ont adopté de nombreuses positions sur les questions relatives aux droits des LGBT. Karl Marx et Friedrich Engels ont très peu parlé du sujet dans leurs travaux publiés. Marx en particulier a rarement commenté la sexualité en général. Norman Markowitz, écrivant pour politicalaffairs.net, écrit: 

« Ici, pour être franc, on trouve chez Marx un refus de divertir le sujet, et chez Engels, l'hostilité envers les individus impliqués. »

En privé, Engels aurait critiqué l'homosexualité masculine et relatée à la pédérastie grecque antique (original allemand Knabenliebe, signifiant "boylove" ou pédérastie),. Engels a également qualifié Karl Boruttau de Schwanzschwulen (piqûre faggotty) en privé.
L'Encyclopédie de l'homosexualité, sur la vue Karl Marx et Friedrich Engels de l'homosexualité, exprime comme vue :

« Il ne fait guère de doute que, dans la mesure où ils pensaient de la question du tout, Marx et Engels étaient personnellement homophobes, comme le montre un échange de lettre acerbe de 1869 sur Jean-Baptiste von Schweitzer, un rival socialiste allemand. Schweitzer avait été arrêté dans un parc pour des raisons de morale et non seulement Marx et Engels ont refusé de se joindre à un comité qui le défendait, mais ils ont eu recours à l'humour le moins cher dans leurs commentaires personnels sur l'affaire . »

Au cours de la République de Weimar, le Parti communiste allemand s'est associé aux sociaux-démocrates pour soutenir les efforts de légalisation des relations homosexuelles privées entre adultes consentants,.
Au début de l'Union soviétique, le Parti communiste avait aboli en 1917 toutes les lois oppressives tsaristes relatives à la sexualité. En 1917, le gouvernement soviétique a également décriminalisé l'homosexualité et le code pénal soviétique adopté dans les années 1920 n'a pas criminalisé la sexualité non commerciale entre adultes consentants en privé. Elle prévoyait également un divorce sans faute et un avortement légalisé. Cependant, en dehors des RSS de Russie et d'Ukraine, l'homosexualité est restée une infraction pénale dans certaines républiques soviétiques dans les années 1920. La politique soviétique officielle en matière d'homosexualité dans les années 1920 a également fluctué : entre la tolérance légale et sociales des homosexuels et l'homosexualité face aux tentatives de l'État de classer l'homosexualité dans la catégorie des troubles psychiques.
En 1933, Joseph Staline a ajouté l'article 121 à l'ensemble du code pénal de l'Union soviétique, qui faisait de l'homosexualité masculine un crime punissable d'une peine pouvant aller jusqu'à cinq ans de prison avec travaux forcés. La raison précise de l’article 121 fait l'objet d'une controverse parmi les historiens. Les quelques déclarations officielles du gouvernement à propos de la loi ont tendance à confondre homosexualité et pédophilie et étaient liées à la conviction que l'homosexualité n'était pratiquée que par les fascistes ou l'aristocratie.
La loi est restée durant le reste de l'existence de l’Union soviétique, puis a été abrogé en 1993,.

### Articles
- Kelliher, « Solidarity and Sexuality: Lesbians and Gays Support the Miners 1984–5 », History Workshop Journal, vol. 77, no 1,‎ 2014, p. 240–262 (DOI 10.1093/hwj/dbt012, lire en ligne)
- Skeates, « Remembering Mark Ashton and Some 'Lost' Time » [archive du 13 août 2007], Outside The Gates, 1er mars 2007
- Minning. ↑  Heidi Minning. Qui est le moi dans "je t'aime"? Revue d'Anthropologie de l'Europe de l'Est , Volume 18, Numéro 2, Automne 2000